# Satellaview
Satellaview（日语：サテラビュー）是任天堂于1995年在日本为旗下家用游戏机超级任天堂所推出的一款卫星调制解调器外设，其内置有1MB大小的ROM与外加的512KB的RAM，玩家可通过Satellaview从由日本公司St.GIGA提供的卫星广播服务下载游戏、杂志及其它媒体。Satellaview有着由史克威尔、太东、科乐美、卡普空与SETA等游戏开发商提供的坚厚的第三方支持。Satellaview需连接特制的卫星广播调谐器使用，该调谐器可直接从St.GIGA处购买，或以一次性支付六个月的费用的方式租用。Satellaview通过超级任天堂底部的扩展接口接入主机。

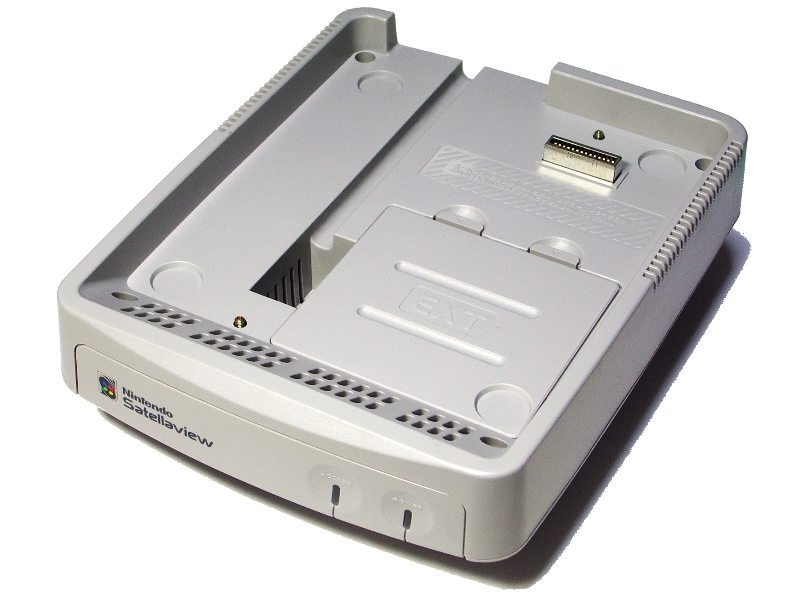
Satellaview本体

Satellaview是任天堂与St.GIGA合作的成果，后者此前在日本因其“潮汐之音”自然声广播节目而闻名。然而，到1994年，由于日本的经济衰退导致其订户数量下降，St.GIGA陷入了财务困境，此时，任天堂购入了该公司的股份，并协助其重组。Satellaview是由任天堂开发第二部所开发的，该部门同时也在此前负责了超级任天堂本身的开发。1998年，由于St.GIGA拒绝了任天堂提出的新债务重组计划，并且未能在当年取得日本政府的广播许可证，任天堂与St.GIGA间的关系破裂。任天堂随即也不再向Satellaview提供新的游戏内容，而St.GIGA则在此后继续维持Satellaview的卫星广播服务直至2000年6月30日。
Satellaview发售于超级任天堂的生命末期，本体零售价为1.4万日元，套装零售价为1.8万日元，且其还只通过线上邮购和少量特定的线下零售商进行销售。此时世嘉土星和初代PlayStation等具备更好性能的第五世代游戏机也已经上市。高昂的价格和新一代游戏机的出现都影响了消费者对Satellaview的接受程度。尽管如此，据St.GIGA的报告所称，在1997年3月的最高点时，Satellaview也拥有了11.6万余名订阅用户。因其在技术上的突破和整体质量较佳的游戏库，Satellaview收到了评论家的称赞，近年来，由于在Satellaview上播出的许多内容被视为失传媒体，一些电子游戏保护组织开始致力于恢复Satellaview上的游戏和在线托管其广播服务。

## 发展历史
St.GIGA成立于1990年初，是日本商业卫星电视台WOWOW旗下的卫星广播子公司，其总部位于东京赤坂，被誉为“世界首个卫星数字音频广播电台”。其广播形式是由横井宏所设计的“潮汐之音”（日语： Oto no Chōryū ?），主要内容为高质量的自然声录音佐以一些人声叙述，每段节目都以淡入淡出的渐变形式进行切换，其宗旨是“使人们摆脱日常生活的喧嚣”。St.GIGA最初很成功，这种极具艺术性和实验性的广播使其在日本闻名。后来，St.GIGA还开始发行包含自制内容与引进内容的专辑，以及一些周边商品，如节目指南和“声音日历”。但到1993年时因日本经济衰退，消费者对自然声广播和卫星广播设备的需求降低，St.GIGA陷入财务危机。当年年初，任天堂收购了其19.5%的股份，成功帮助St.GIGA重组。
Satellaview的开发在这场收购后不久便启动了，是与Virtual Boy和任天堂64两个项目同期推进的。在任天堂开发Satellaview的同时，St.GIGA也新增了一个名为“超级任天堂时间”的节目，提供游戏攻略与即将在超级任天堂中推出的新游戏的消息。St.GIGA会负责向Satellaview提供必要的卫星广播服务，同时也会向Satellaview播出一些旧音乐与“潮汐之音”节目。而任天堂及与他们合作的第三方游戏厂商则负责为其开发游戏及其它内容。任天堂向游戏媒体强调游戏服务只占Satellaview服务内容的一小部分，而其它服务主要都是受众为成年人的内容，尤其是St.GIGA自己提供的广播节目。
任天堂于1994年12月21日正式对外发布了Satellaview，本体零售价1.4万日元，含卫星信号接收设备的套装价格为1.8万日元，专用的8M记忆卡价格为5250日元。随后，卡普空、太东、科乐美、SETA和史克威尔等游戏厂商也宣布他们将会为Satellaview制作游戏。Satellaview由任天堂开发第二部所开发，该部门同时也在此前负责了超级任天堂本身的开发。当时的任天堂因受超级任天堂游戏销量下滑和Virtual Boy失败的影响而陷入困境，不过尽管如此，任天堂的管理层也仍旧对Satellaview充满信心，并且也相信这款设备能够帮助平息消费者对任天堂的担忧，任天堂的时任总裁山内溥更预计Satellaview的每年销量将为200万台。任天堂于1995年2月25日开始接受Satellaview的预订，其随后在同年4月23日正式发售，任天堂为其打出了「降落自宇宙的新游戏」（宇宙から新しいゲームが降り注ぐ）等广告语。Satellaview最初只能通过网上邮购的方式订购，直到后来才开始在少量特定的线下门店发售。
在其整个生涯周期中，Satellaview都只面向日本推出，一些媒体称这是因为数字卫星广播的成本过于高昂，并且这种服务也对欧美地区的消费者缺乏吸引力。在Satellaview的广播服务上线初期时，St.GIGA在推送游戏和游戏相关的服务中遇到了许多问题，包括技术限制以及与其它公司之间的法律纠纷。1996年6月，任天堂宣布将与微软及野村综合研究所合作，将St.GIGA的广播服务与MSN相结合，向Windows推出类似的服务，但这项服务最终并没有推出。据St.GIGA的报告称，截止到1997年3月，Satellaview共拥有116,378名活跃用户。
1998年中，尽管当时St.GIGA的负债已达88亿日元，但其仍旧拒绝了任天堂提出的新债务重组计划。而后，St.GIGA又未能在当年的截止日期前申请到日本政府的广播服务许可证。因此，任天堂与St.GIGA之间的关系开始恶化，这导致任天堂自1999年中旬起停止向Satellaview制作新内容和提供支持，同时也取消了通过BS-4（2000年发射的新卫星）提供新内容与服务的计划。尽管任天堂不再向Satellaview提供支持，但St.GIGA仍旧继续维持着Satellaview的卫星广播服务，但也只能不断地重播旧内容，除游戏外的其它内容与服务也被终止。由于缺乏外部支持和玩家群体的不断减少，Satellaview的卫星广播服务于2000年6月30日彻底终止，此时其活跃用户数量仅剩46,000人，相较于1997年的峰值下降了近60%，一年后，St.GIGA破产，并与日本媒体公司WireBee合并。

## 技术规格

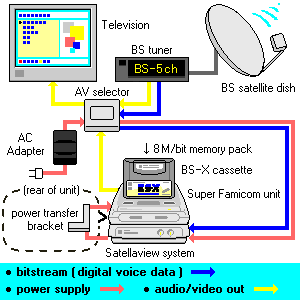
Satellaview全套设备的连接示意图

Satellaview通过超级任天堂底部的扩展接口与其进行连接，连接方式类似于64DD和Mega-CD，其同时还通过一个电源转接头向超级任天堂本体供电，该外设同时还为超级任天堂拓展了1MB的ROM以及512KB的RAM。Satellaview还带有一个四路电源适配器和一个AV切换器，主机通过这个切换器连接到卫星广播调谐器。所有游戏和广播讯息都存放在8Mbit大小的记忆卡当中，该记忆卡从特制系统卡带BS-X的顶部插入。Satellaview的广播服务是免费提供的，且未进行加密，服务成本由外设的销售以及内置的广告支撑。此外，用户需要单独购买或租用卫星信号接收设备。

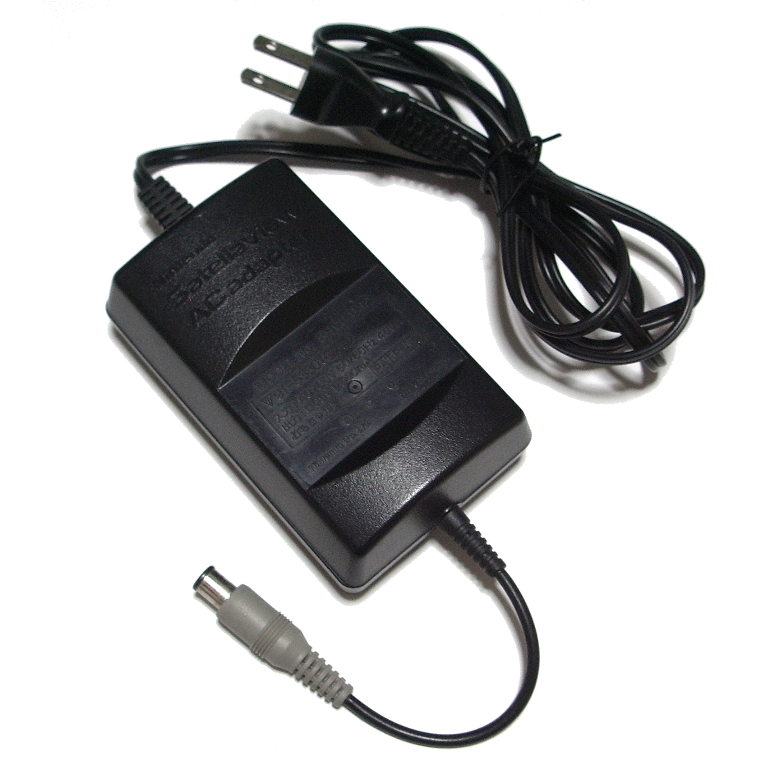
电源适配器
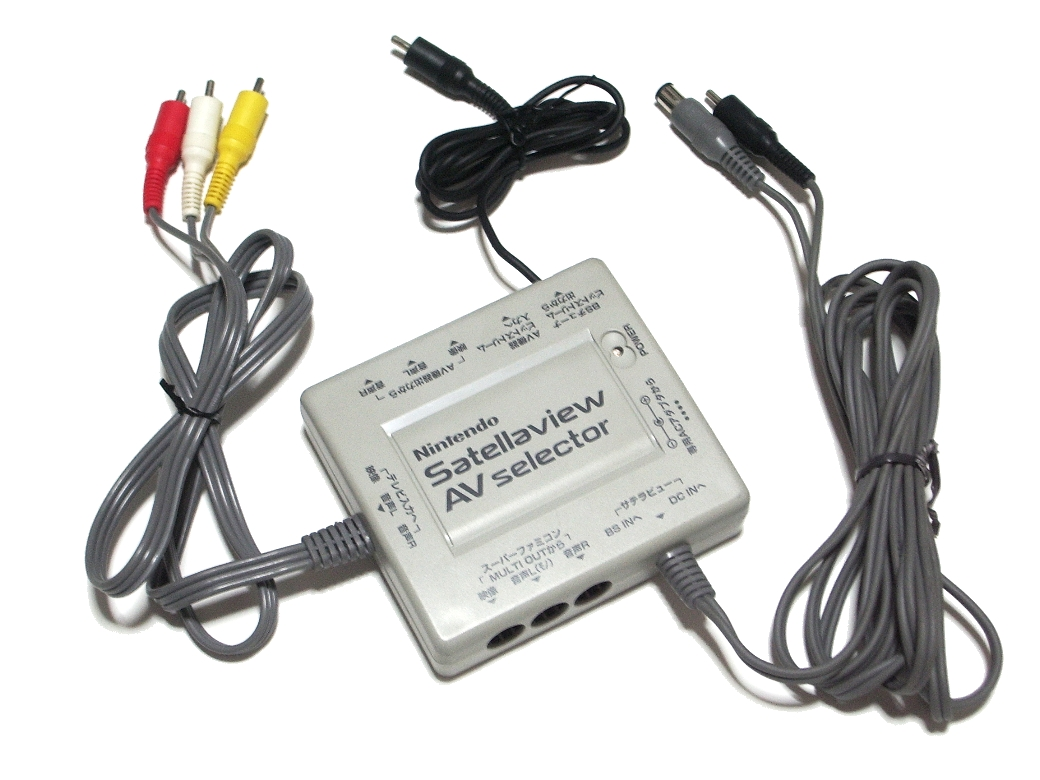
AV切换器
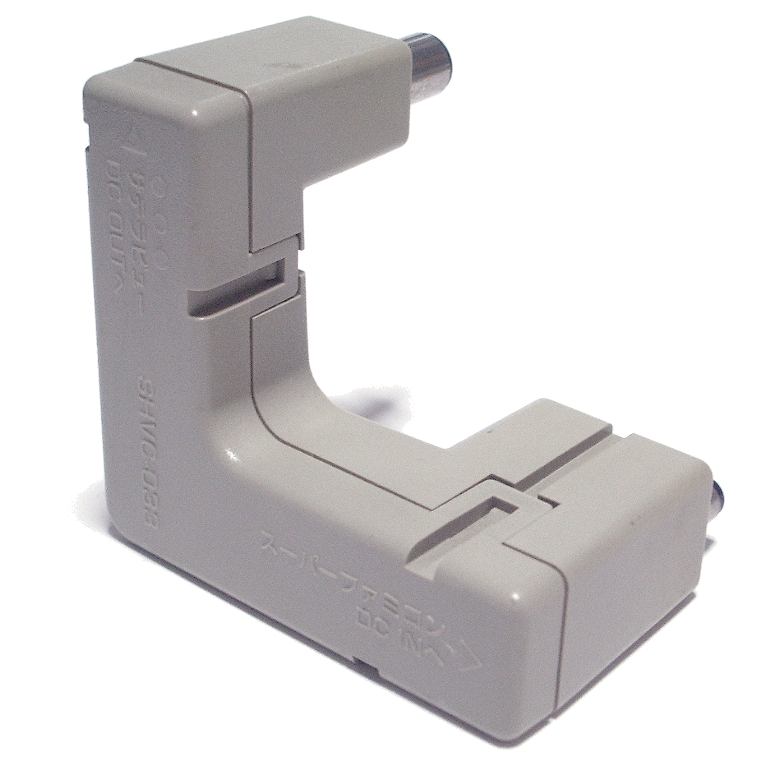
电源转接头

Satellaview随附有一个名为《BS-X —名字被盗的城镇—》（日语：BS-X —それは名前を盗まれた街の物語—）的系统卡带，其既是Satellaview的交互式菜单系统，也可作为一个独立的游戏。这个交互系统的界面为一个形式类似于《地球冒险》的小城镇，其中的各个建筑即是Satellaview各项服务的入口。玩家可以创建自定义头像，在地图中各处的商店购买商品，并游玩一些小游戏，阅读St.GIGA和任天堂的公告，并参加线上游戏比赛。该卡带还能通过其内置的额外RAM提升超级任天堂的性能。

## 游戏与服务
Satellaview整个生涯中总共拥有114款游戏，除了专为Satellaview制作的独占游戏之外，还有旧的红白机游戏或超级任天堂游戏的重制或更新版。任天堂为Satellaview提供了《星之卡比》、《F-Zero》、《火焰之纹章》、《塞尔达传说》和《超级马里奥兄弟》各系列游戏，同时还为之制作了如《拯救彩虹》等全新独立作品，《地球冒险》系列的主创糸井重里也为Satellaview制作了一款名为《糸井重里的鲈钓No. 1》的钓鱼游戏。游戏《卡比滚球》未曾发售过的前身《Special Tee Shot》也被发布于Satellaview。除了任天堂及他们的第二方工作室发布的游戏之外，第三方游戏厂商也为Satellaview制作了许多游戏，包括由史克威尔制作的《Radical Dreamers -盗不走的宝石-》和《Treasure Conflix》、由Pack-In-Video发行的《牧场物语》、Chunsoft制作的《不可思议迷宫》、Jaleco制作的《E.D.F.》以及由ASCII制作的《德比骏马》与《RPG制作大师》。除了这些游戏之外，还有一种特殊的“Soundlink”游戏，特点是拥有来自电台主持人和评论员对游戏的现场配音或解说，与其它Satellaview游戏不同，Soundlink游戏只能在固定的直播时段里游玩。任天堂还经常为一些游戏举办锦标赛，例如《瓦力欧之森》，胜者还将获得证书和奖品。
除了游戏之外，任天堂和St.GIGA还向Satellaview提供其它一些内容与服务，玩家可以免费通过Satellaview阅读《Fami通》和《任天堂力量》等电子游戏刊物，以及其它一些侧重于新闻、音乐或名人访谈的日本综合刊物。此外还有Soundlink杂志，其内容含有来自爆笑问题等知名日本广播节目主持的评论。St.GIGA同时也会向Satellaview播出“潮汐之音”等自制音乐节目。任天堂和St.GIGA会共同发布“特别简报”，向用户提供服务更新信息，例如即将在Satellaview举行的比赛和活动。

## 反响
尽管数年以来Satellaview拥有了一定数量的玩家群体，St.GIGA也在这项服务中取得了一定的成功，但任天堂仍将其视为一个商业失败。PlayStation、世嘉土星、任天堂64等第五世代游戏机的到来影响了消费者对Satellaview的购买意愿，尤其是考虑到其高昂的价格和有限的购买渠道。
尽管如此，大部分媒体仍对Satellaview给出了积极的评价，杂志《怀旧玩家》称赞了这款外设在技术方面的突破，称其在Xbox Live等服务问世前数年便提供了一种早期的在线游戏形式，同时还称赞了其游戏库的整体质量，尤其是《BS塞尔达传说》系列游戏。Nintendo World Report则称赞了Satellaview在现代游戏机上很难再被复制的独特性，以及其服务和游戏库。Shacknews因Satellaview在技术上的突破和对在线游戏领域的开拓性而将其称为任天堂最具创新性的产品之一。在线杂志《Kill Screen》则称Satellaview中的Soundlink游戏“可能是最早将游戏和旁述相结合的实验之一”，他们同时也对Satellaview停产后整个Soundlink直播内容库的丢失感到遗憾。Video Games Chronicle则称Satellaview“在当时是个令人印象深刻且独树一帜的想法，而这种创新在现今的互动电视和章节式游戏中已经很少再有”。
1999年，任天堂为其旗下新一代游戏主机任天堂64推出了磁碟机外设64DD及其在线服务Randnet，同样只面向日本推出。该服务与外设最初是在1995年，即N64发布前一年公布的，但期间遭受多次延迟，在N64的生涯晚期才最终发售。64DD与Satellaview的服务有很多相似之处，例如在线游戏和任天堂在线新闻，此外其还提供在线聊天和电子邮件服务。任天堂曾试图让St.GIGA继续承接64DD的在线服务，但St.GIGA拒绝承接，于是任天堂转而与另一家日本媒体公司瑞可利合作推出Randnet。由于多次延迟导致的游戏匮乏，64DD最终成为了一个彻底的商业失败。
自2000年代后期起，Satellaview开始拥有一批狂热追随者。由于其在线服务关闭后大部分服务内容都已丢失。许多任天堂粉丝和电子游戏保存者开始四处搜寻记忆卡来恢复Satellaview的游戏数据。一些粉丝还创建了能与BS-X系统相兼容的私人服务器，还翻译了一些Satellaview游戏。一些媒体也对Satellaview服务内容，特别是Soundlink游戏的现场解说和在线数字新闻的丢失表达了担忧。